# Филипп Эльзасский
Филипп I Эльзасский (фр. Philippe I d'Alsace; ок. 1136 — 1 июля 1191) — граф Фландрии с 1168, граф де Вермандуа и Валуа с 1167 (до 1185 года по праву жены, с 1185 титулярный), сын Тьерри Эльзасского, графа Фландрии, и Сибиллы Анжуйской, дочери Фулька V, графа Анжу и короля Иерусалима, и Эрембурги дю Мэн. Время его правления считается вершиной графской власти во Фландрии.

## Биография
Смерть старшего брата в начале 1150-х годов сделала Филиппа наследником графства.
Его отец, Тьерри Эльзасский, в 1157—1159 и в 1164—1166 годах уезжал с Святую землю, оставляя Филиппа правителем Фландрии. К этому времени относится конфликт с графом Голландии Флорисом III, притеснявшим фландрских купцов. В ответ Филипп совершил военный поход на владения Флориса, разорив Беверен. Война продолжилась в 1163 году. Фландрской армией руководили Филипп и его младший брат Матье, ставший благодаря браку графом Булони. В войне на стороне Фландрии участвовал также Готфрид III Лувенский В результате Флорис в 1165 году попал в плен и находился до 1167 года в заключении в монастыре Святого Доната. В 1167 году был подписан мир, который гарантировал свободную торговлю фламандским купцам в Голландии. Кроме того Флорис признавал права Фландрии на ряд ленов. Также в 1164 году Филипп встретился в Ахене с императором Фридрихом I, получив от него в лен Камбре и получил подтверждение прав на имперскую Фландрию.
В 1156 году отец женил его на Елизавете де Вермандуа, что позволило ему в 1167 году унаследовать графство Вермандуа. Благодаря этому территория Фландрии достигла максимальных размеров.
После смерти отца в 1168 году Филипп стал единовластным правителем. Участвовал в восстании Генриха Молодого Короля против Генриха II Плантагенета.
Одной из проблем, занимавшей Филиппа, была проблема наследования во Фландрии. Законных детей у него не было. Его братья умерли раньше, не оставив детей. В итоге в 1177 году Филипп назначил наследницей свою сестру Маргариту и её мужа Бодуэна V де Эно. В том же году Филипп принял крест и отправился в Святую землю. Там ему, помня благочестие отца, предлагали стать регентом Иерусалимского королевства, однако Филипп от этого отказался.
После возвращения Филиппа во Францию, больной король Людовик VII назначил его опекуном своего сына Филиппа, коронованного 1 ноября 1179 года. Для того, чтобы ещё более укрепить свои отношения с Людовиком VII, Филипп Эльзасский предложил руку своей племянницы Изабеллы де Эно его сыну Филиппу, неосторожно пообещав ему в качестве приданого Артуа. После смерти Людовика VII в 1180 году молодой король Филипп быстро освободился от опеки. Вскоре разгорелся вооруженный конфликт, опустошивший Иль-де-Франс и Пикардию. После этого король Филипп II старался избегать сражений, предпочитая действовать политическим путём. Он смог перетянуть на свою сторону тестя, Бодуэна V де Эно, поссорив его с Филиппом Эльзасским. Дополнительно конфликт раздула смерть в 1183 году Елизаветы, жены Филиппа Эльзасского, после чего король Филипп II от имени Элеоноры, сестры Елизаветы, захватил Вермандуа.

Только в 1186 году Филипп Эльзасский, опасаясь быть зажатым между Францией и Эно, заключил мир с королём Франции, подписанный 10 мая в Аррасе. По итогам договора Филипп признал передачу Вермандуа королю, однако до самой смерти мог носить титул графа Вермандуа. 

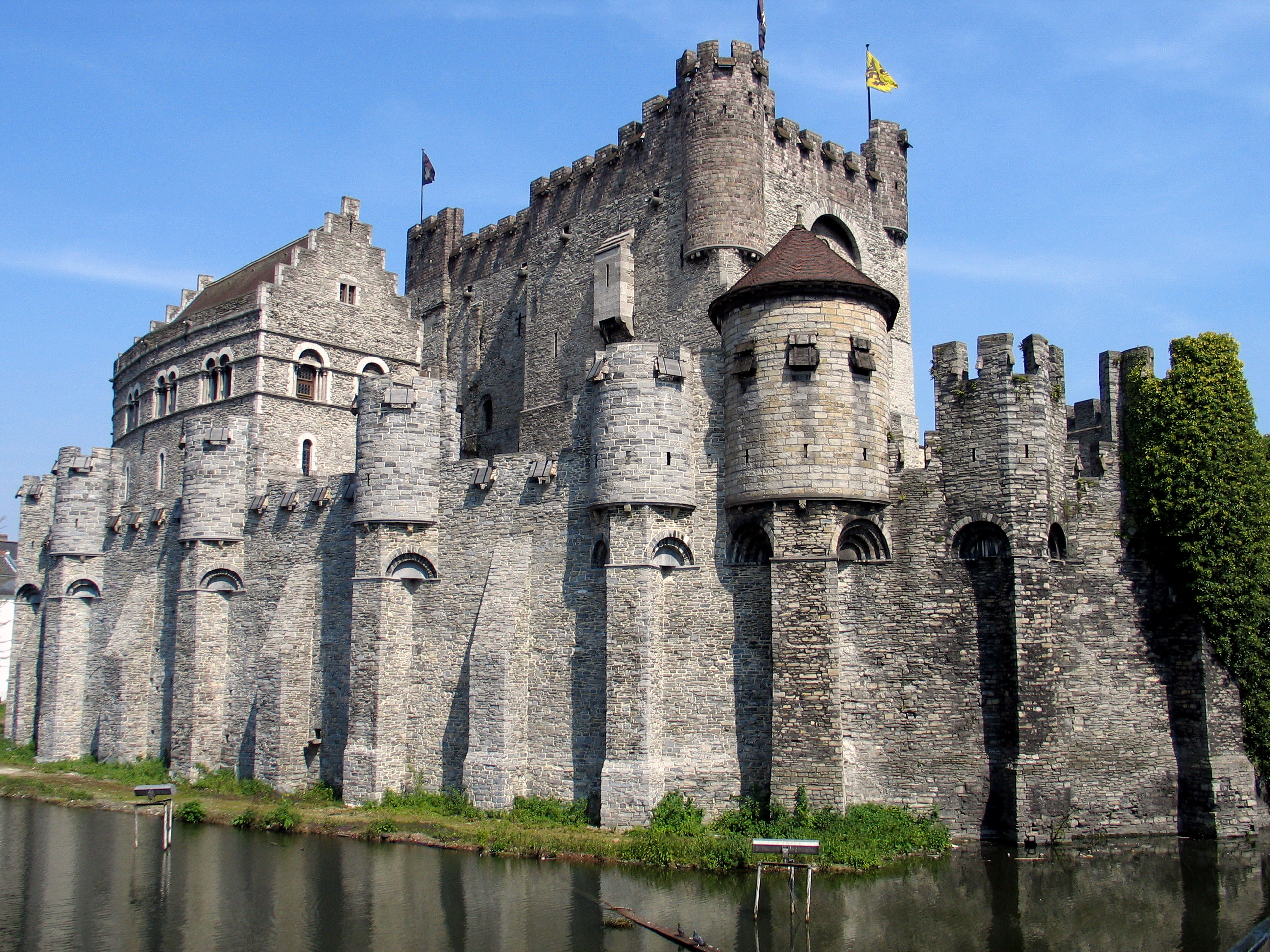
Замок графов Фландрии, построенный при Филиппе Эльзасском

Несмотря на войну, рост экономики Фландрии не замедлился. В конце правления Филиппа страна переживала необычайный экономический подъём.
В 1190 году Филипп отправился в Третий крестовый поход, присоединившись к армии французского короля уже в Святой земле. Однако после прибытия в Сен-Жан д'Акр он стал жертвой эпидемии чумы и умер 1 июля 1191 года. Его вторая жена, Тереза Португальская, доставила тело во Францию и похоронила его в Клерво. Фландрию же унаследовала сестра Филиппа, Маргарита, и её муж Бодуэн V, граф Эно.
Граф слыл меценатом и оказывал покровительство Кретьену де Труа. По его заказу поэт работал над своим последним и незавершённым романом в стихах «Персеваль, или Повесть о Граале».

## Брак и дети
1-я жена: с 1156 (Бове) Елизавета де Вермандуа (1143 — 28 марта 1183), дочь Рауля I, графа Вермандуа и Валуа, и Алисы (Петронилы) Аквитанской. Детей от этого брака не было.
2-я жена: с августа 1183 Тереза Португальская (1157 — 6 мая 1218), сеньора де Монтемайор эль Вьехо и Урем, дочь Афонсу I, короля Португалии, и Матильды Савойской. Детей от этого брака не было.
Кроме того, у Филиппа был один незаконный сын от неизвестной любовницы:
- Тьерри Фландрский (ум. после 1207), крестоносец